# حديقة البديع
حديقة البديع النباتية هي حديقة تقع في الجزء الشمالي الغربي من جزيرة البحرين بشئون الزراعة بقرية البديع بالمحافظة الشمالية، المساحة الكلية للحديقة 50000 متر مربع ومساحة المسطحات الخضراء 20000 متر مربع، وطول الممشي بالحديقة 1800 متر، توجد في الحديقة اقسام وهي حديقة النخيل وأشباه النخيل، حديقة الورود, حديقة النباتات الصخرية، حديقة النباتات العطرية، حديقة الأشجار المثمرة. توجد في الحديقة 48 عائلة من العوائل النباتية و148 نوع من النباتات المعروفة، و16 نوع من الأشجار المثمرة، 22 صنف من نخيل التمر، 8 أنواع من النباتات العطرية و 18 نوع من النباتات الصخرية. من اهداف الحديقة عرض مجموعة من النباتات المحلية والاجنبية، وتوثيق المحلي منها، وعمل دورات تدريبية في مجال البستنة.